# دارين روبنسون
دارين روبنسون (2 مارس 1973 - ) (بالإنجليزية: Darren Robinson)‏ هو لاعب كريكت بريطاني.